# Laisvall
Laisvall est une localité suédoise située dans la commune d'Arjeplog dans le comté de Norrbotten.
Sa population était de 77 habitants en 2015. 